# Bregenzer Ach
Il Bregenzer Ach è il fiume principale della Foresta di Bregenz, nello stato austriaco del Vorarlberg. È un affluente del Lago di Costanza, che viene prosciugato dal Reno.